# Helga Grimme
Helga Grimme (geboren 19. Oktober 1940 in Rostock) ist eine deutsche Schauspielerin und Fotografin.

## Leben
Helga Grimme war 45 Jahre lang Schauspielerin und arbeitete an mehreren Schauspielhäusern in Nord- und Süddeutschland u. a. am Staatstheater Stuttgart, am Bayerischen Staatsschauspiel und am Mannheimer Nationaltheater.
Sie war verheiratet mit dem Dramaturgen Wilhelm Steffens und hat eine Tochter. In den Theaterferien unternahm sie allein eine dreimonatige Tour durch China sowie Reisen u. a. nach Island, Ostasien und in die USA.

### Ausbildung
Sie wurde an der Hochschule für Musik und Theater Hamburg (HfMT Hamburg) 1958–1961 ausgebildet. 1961 debütierte sie in Kleve im Theater am Niederrhein. Bis 1963 trat sie dort auf u. a. als
- Barblin in Andorra
- Dorothea in Herman und Dorothea
- Orinthia in Der Kaiser von Amerika
- Donna Juana in Don Gil von den grünen Hosen
- Max in Max und Moritz
- Mara in Der blaue Strohhut
- Elisabeth in Don Carlos

### Lübeck
Von 1963 bis 1965 spielte sie am Stadttheater in Lübeck u. a. die
- Eve in Der zerbrochne Krug
- Jessica in Der Kaufmann von Venedig
- Louka in Helden
- Prinzessin Aouda in In 30 Tagen um die Welt

### Köln
1965 begann ihr Engagement an den Städtischen Bühnen der Stadt Köln. In den folgenden sechs Jahren bis 1971 spielte sie hier am Schauspielhaus sowie in den Kammerspielen u. a. die
- Nathalie in Kleists Prinz von Homburg
- Olivia in Was ihr wollt unter der Regie von Boy Gobert
- Piperkarcka in Die Ratten mit Günter Lamprecht unter der Regie von Hansgünther Heyme
- Ismene im König Ödipus

### Mannheim
Die folgenden 18 Jahre von 1972 bis 1990 war sie am Nationaltheater Mannheim engagiert. Hier spielte sie
- Tatjana in Armer Mörder (Regie: Walter Tillemans)
- Gräfin Orsina in Emilia Galotti
- Julia in Fiesco (Regie: Jürgen Bosse)
- La Poncia in Bernada Albas Haus (Regie: Dieter Bitterli)
- Lady Milford in Kabale und Liebe(Regie: Harald Clemen mit Walter Sittler)
- Agnes Sorel in Die Jungfrau von Orleans
- Maria in Maria Stuart (Regie: Alois Michael Heigel)
- Nora in Nora (Regie: Heinz Kreidel mit Hedi Kriegeskotte)
- Erna in Kasimir und Karoline (Regie: Alois Michael Heigel mit Ernst Alisch und Karin Schroeder)
- Grusche in Der kaukasische Kreidekreis (Regie: Claus Leininger)
- Elisabeth in Glaube Liebe Hoffnung (Regie: Heinz Kreidel)
- Der böse Engel in Verräter Faust (Regie: Keith Heck)
- Maria in Mistero Buffo
- Rachel in Wassa Schelesnowa (Regie: Jürgen Bosse)
- Blanche in Endstation Sehnsucht (Regie: Winfried Lachauer) mit Rudolf Kowalski
- Julia in Sommergäste (Regie: Harald Clemen) mit Hedi Kriegeskotte
- Lotte in Groß und klein (Regie: Jürgen Bosse)

### Stuttgart
Nach Ende der Spielzeit 1990 wechselte Helga Grimme von Mannheim ans
Staatstheater Stuttgart, wo sie bis 2002 auftrat u. a. als
- Dame in Roberto Zucco (Regie: Jürgen Bosse) mit Ben Becker
- Anna in Über allen Gipfeln ist Ruh (Regie: Alois Heigel)
- Grace in Wunderheiler -(Regie: Jürgen Bosse)
- Elise in Pelikan (Regie: Christian Pade)
- Zinaida in Iwanow (Regie: Elmar Goerden)

Dazwischen Einladung zu den Berliner Festspielen
- Paulina in Der Tod und das Mädchen mit Walter Sittler
- Gertrude in Blunt oder der Gast - (Regie: Elmar Goerden).
- Petra in Die bitteren Tränen der Petra von Kant (Regie: Erich Sidler)
- Frau Hudetz in Der jüngste Tag (Regie: Elmar Goerden) mit Thomas Loibl
- Fräulein Mertens in Die Schwärmer (Regie: Elmar Goerden) mit Rainer Bock, Imogen Kogge
- Juliane Tesman in Hedda Gabler (Regie: Elmar Goerden)
- Ada, Freifrau von Stetten in Zur schönen Aussicht (Regie: Erich Sidler)
- Senora in Andorra (Regie: Crescentia Dünßer / Otto Kulka) mit Arnd Klawitter
- Frau Alwing in Gespenster (Regie: Gian Manuel Rau).

EINLADUNG: Theatre les Gemeaux, Paris 2006
- Ada in Über Leben (Regie: Stephan Kimmig) mit Rainer Bock
- Elisabeth in Maria Stuart (Regie: Elmar Goerden) mit Irene Kugler

### München
Wechsel zum Residenztheater (München) 2002 - 2004
- Tamara in Titus Andronicus - (Regie: Elmar Goerden) mit Lambert Hamel Bayerischen Staatsschauspiel
- Juliane Tesman in Hedda Gabler Juliane Tesman (Regie: Elmar Goerden)
- Kindermädchen in Onkel Wanja (Regie: Barbara Frey) mit Rainer Bock, Anna Schudt, Thomas Holzmann, Suyni Melles

## Fotografin
Seit 2007 beschäftigt sich mit der Fotografie. Sie entwickelte eine malerisch fotografische Technik. Arbeiten mit Motiven von der Ostsee, aus Japan und dem Luisenpark Mannheim waren bereits in Ausstellungen zu sehen.

## Filmografie
- 1976: Hans und Lene (Fernsehserie)
- 1981: Tod eines Schülers (Fernsehserie)
- 1983: Schau ins Land (Fernsehserie)
- 1983: Ein Fall für zwei (Fernsehserie, Episode: Der Zeuge)
- 1985–1987: Diese Drombuschs (Fernsehserie, 5 Folgen)
- 1987: Kein Glück mit Frauen (Fernsehfilm)
- 1988: Tatort: Ausgeklinkt (Fernsehreihe)
- 2003: Wenn der Richtige kommt
- 2004: Onkel Wanja

## Rezeption
„Bemerkenswert, ja, faszinierend, wie Hans Falár diesen Text für Helga Grimme eingerichtet hat. Beide sind erste Protagonisten des Mannheimer Theaters, und die Grimme hat und nutzt nun die Gelegenheit, ihr reiches Talent zumal für solistisches Spiel zu entfalten …“
„Die Künstlerin gibt der Gestalt wundervoll klare Umrisse, kein falscher, erst recht nie ein sentimentaler Ton, eine in jeder Sekunde genau bedachte und im Sinne Brechts neutrale Darstellung …“
„Helga Grimme spielt diese überdimensionale Rolle mit gewaltigem Einsatz, sie spielt, als gelte es ihr Leben - und es gilt ja ihr, Lottes Leben - und wenn sie anfangs auch etwa zu adrett ist, auch im abgetragenen, aus der Mode gekommenen Kostüm zum Hübschsein neigt, wenn sie nie die Grenze zum grotesken Außersichsein überschreitet …, so bringt sie doch ihre ganze Kraft und Eindringlichkeit ein, bringt vor allem die Wandlungsfähigkeit ihrer Stimme, die Disziplin ihrer Sprache, aber auch einen großen, von innen kommenden Gestaltungswillen und den Mut, sich ganz fallen zu lassen in diese unselige Lotte-Existenz, die da von Station zu Station mehr aus dem Leben herausgeprügelt wird, bis sie schließlich, verwirrt, nur noch Halt findet in einer abstrusen und dennoch logischen Metaphysik: Auserwählt zu sein von Gott als eine der 36 Gerechten. … Ihr, Helga Grimme, galt denn auch der Großteil des langanhaltenden Beifalls und der hingerissenen Bravo-Rufe, mit denen das spontan mitgehende Publikum diese jüngste Schauspiel-Produktion im Kleinen Haus des Mannheimer Nationaltheaters verabschiedete.“
„Ein einziger Trost: Helga Grimme ist Elisabeth und eine barocke Lichtgestalt. Ein kindsköpfiges Wesen... alles was sie tut,...hat einen Sinn, ist wahnsinnsumflortes Spiel, kurzweilig, unverstanden und geheimnisvoll.... “
„Das fließt ineinander, schillert, changiert, und wunderbar macht das Helga Grimme, sie hält damit einen Abend lang in Atem.“

## Veröffentlichungen
- Duojing – das Teehaus, Verl. Waldkirch, Mannheim 2011, ISBN 978-3-927455-90-0
- Poesie im Quadrat, Wellhöfer, Mannheim, 2013 ISBN 978-3-95428-117-6

## Einzelausstellungen
2010 Galerie Formstein, Mannheim
2010 Duojing. DasTeehaus, Luisenpark, Mannheim
2011 Talk Fotografie, Reiss-Engelhorn-Museum, Mannheim
2012 Augenblicke im Park, Luisenpark Pflanzenschauhaus, Mannheim
2013 Das Leben ist ein Dschungel. Mannheim
2014-2015 Natur und Kunst, Schwetzinger Schloss, Schwetzingen
2016 Die Blumen des Zerfalls, Talk Fotografie, Reiss-Engelhorn-Museum, Mannheim
2017 Brandung, Kunstverein Mannheim
2019-2020 Metamorphosen, Schloss Schwetzingen,
2019 KRASS, DeJaBo, Warnemünde

## Gruppenausstellungen
2010 Polnische Kulturtage Mannheim
2018 Das weibliche Auge, Galerie C7, Mannheim
2019 Strandstücke, Kunstverein Rostock